# Ruzena Halamkov
Ruzena Halamkov é uma pole dancer da República Checa.

## Prêmios e indicações
- 2011 First Czech-Slovak Championship 2011 – 2° lugar e prêmio de melhor coreografia.[1]